# ジョン・アトキンソン・ホブソン

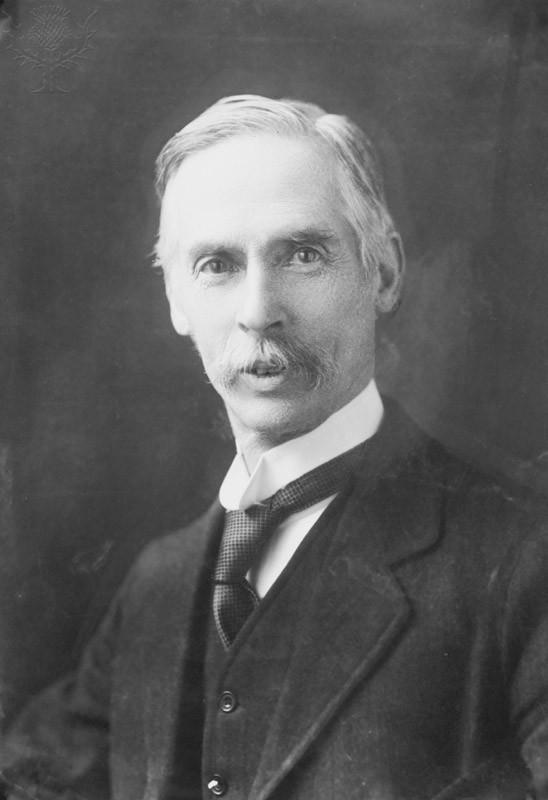
ジョン・アトキンソン・ホブソン

ジョン・アトキンソン・ホブソン（John Atkinson Hobson、1858年7月6日 - 1940年4月1日）は、イギリスの経済学者であり、帝国主義の批判者、そして講師・著述家として広く知られていた人物である。日本語では「ホブスン」とも表記される。

## 経歴
イギリスのダービー市に生まれ、1880年から1887年までオックスフォード大学で学ぶ。彼の経済学研究は主として卒業後に始まり、もっとも大きな影響を与えたのは、同国のジョン・ラスキンとアメリカ合衆国のソースティン・ヴェブレンであった。また、ハーバート・スペンサーの社会学に負うところが多いことも、『異端の経済学者の告白 ホブスン自伝』の中で述べている。
ボーア戦争の始まる前に、『マンチェスター・ガーディアン』紙の通信員として南アフリカへ渡り、セシル・ローズの財界支配や原住民の問題をつぶさに観察し、このときの見聞が後の『帝国主義論』（1902年）に生かされている。　
ボーア戦争に反対し、第一次世界大戦の時はイギリスの中立を主張する。長く自由党に籍を置いていたが、第一次大戦後これを脱した。労働党には入党しなかったが、独立労働党の政務調査委員会 (Policy Committee) に協力し、1925年の賃金政綱の起草に大きな役割を演じた。
1889年にロンドン・スクール・オブ・エコノミクス (LSE) の講師に任命されるが、そのころ発表した『産業の生理学 (The Physiology of Industry) 』の内容が大学当局の忌避するところであったため、講師任命は撤回された。それ以来、ホブソンが大学教授になることはない。進歩的週刊誌『ネイション』の寄稿家として1907年から1923年まで活動し、ワシントンD.C.のブルッキングス研究所で大学院生に講義したり、ニューヨークの『ネイション』誌や『ニュー・レパブリック』誌にたびたび寄稿した。ホブスンのアメリカでの活動がフランクリン・ルーズベルトのニューディール政策に影響を与えた、とホブソン伝の著者ブレールスフォードは述べている。晩年にいたって、マンチェスター大学が彼に名誉博士号を与えた。

## 思想・業績
ホブソンの学問上の功績は、三つの点に認められる。
- 第一は、はやくから厚生経済学の立場をとったものとして。彼は数学的方法を中心とし硬直した古典派経済学を批判し、経済理論を社会福祉の問題によって制限され、改革を導くべきものとしてとらえた。
- 第二は、特権階級の過剰貯蓄と労働者を主とする人々の過少消費としてあらわれる富の不公平な分配を強調したことである。この論は過剰生産と景気変動の説明として、ジョン・メイナード・ケインズに承認され、「有効需要」の概念に発展させられた。
- 第三は、帝国主義の科学的研究の先駆者として。帝国主義の経済的動因を、過剰生産による資本の蓄積とその投資先を植民地に求めることとしたホブソンの分析は、社会主義者たちに受け入れられ、ルドルフ・ヒルファディングの『金融資本論』(1910) 、ローザ・ルクセンブルク『資本蓄積論』(1913) 、ウラジーミル・レーニン『資本主義の最高の段階としての帝国主義』(1917) などの著作に影響を与えている。

## 日本語訳著書
- 『貧民問題』（東光館, 1897年）
- 『デモクラシーの本領』（邦文社, 1919年）
- 『富の研究』（大鐙閣, 1922年）
- 『近代資本主義発達史論（上・下）』（弘文堂書房, 1928年／改造社［改造文庫］, 1932年）
- 『失業経済学』（同人社, 1930年）
- 『帝国主義論（上・下）』（改造社［改造文庫］, 1930年／岩波書店［岩波文庫］, 1951年）
- 『合理化と失業問題』（同人社, 1931年）
- 『世界經濟の統一――なぜ豐年の饑饉か？』（千倉書房, 1931年）
- 『現代經濟恐慌と資本主義の將來』（章華社, 1933年）
- 『民主政治と文化の變遷』（三一書房, 1946年）
- 『ヴェブレン』（文真堂, 1980年）
- 『異端の経済学者の告白――ホブスン自伝』（新評論, 1983年）